# 어떤 개인 날 (영화)
《어떤 개인 날》은 2009년에 개봉한 대한민국의 영화이다.

## 캐스팅
- 김도영 : 보영 역
- 지정남 : 정남 역
- 권예림 : 예림 역
- 이찬영 : 보영의 아버지 역
- 박혁권 : 혁권 역
- 장명갑 : 명갑 역
- 박미현 : 미현 역
- 박흥섭 : 미현 남편 역
- 박혜수 : 해수 역
- 박주형 : 출판사 앞 행인 역
- 유정호 : 출판사 앞 행인 역